# Dienten am Hochkönig
Dienten am Hochkönig är en ort och kommun i Österrike. Den ligger i distriktet Zell am See i förbundslandet Salzburg, 270 km väster om huvudstaden Wien. 
Dienten am Hochkönig är en del av Hochkönig-skidsystemet som i sin tur är en del av det större liftsystemet Ski Amadé. Genom skidsystemet är byn med hjälp av liftar förbunden med bland andra Mühlbach am Hochkönig och Maria Alm am Steinernen Meer. 